# Дувзаре
Дувзаре (Dowzare, Duizare или Donzare) — древняя земля куршев, располагавшееся на побережье Балтийского моря. В наше время на территории располагается Нижнекурземский этнографический край, в который входят Ницский и Руцавский (Руцавская и Дуникская волость) и частично Приекульский край, а также территория литовских сёл Бутинге и Сянойи-Импильтис.

## Этимология
В XIII веке упоминается, что на этой земле находится «Святое Дувзарское озеро» (нем. Die heilige See to Dovzare). Существует мнение, что название земли происходит от названия святого озера (восточно-балтийский язык: donis — подарок, azaran — озеро). Возможно, под святым озером имеется в виду озеро Папес, но существуют и другие версии.

## История
В 1250 году Ливонский орден несколько раз вторгся в земли литовского короля Миндовга. Ливонский орден поддержал племянник Миндовга со своим войском, а также князь литовский и полоцкий Товтивил. Вскоре Товтивил крестился.
Чтобы орден не напал на Литву, в 1251 году Миндовг обещал креститься и передать магистру ордена часть Жемайтии и земли ятвягов.
После этого договора Ливонский орден в 1252 году вторгся в южные земли куршей, включая Дувзаре, и построил замок Мемельбург.
20 сентября 1254 года при разделе Дувзаре, Ливонский орден получил 2/3, а Курземское епископство 1/3 часть земли. Епископ Курсы Генрих Курляндский планировал перенести свою резиденцию из Риги в Палангу, однако из-за восстания куршев это стало невозможным.
После победы над крестоносцами в битве при Дурбе курши на время восстановили свою независимость. Восстание удалось подавить только после того, как королём Литвы стал православный Войшелк, который в 1265 году заключил мир с орденом и перестал поддерживать некрещёных союзников своего противника Тройната — жемайтов, пруссов, куршей и земгалов.
В 1267 году курши прекращает вооружённое сопротивление. Слово «Дувзаре» в документах последний раз упоминается в 1291 году.

## Границы
Южная граница Дувзаре проходила по современной Литовско-латвийской границе, а именно по реке Свентая до современного города Скуодас, затем протягивалась на север до города Приекуле. Северная граница проходила по рекам Вирга, Вартая и Бартува на юг до Лиепайского озера. Дувзаре граничила с землёй Мегава на юге, с землями Бандава и Цеклис на востоке и с землей Пиемаре на севере.

## Главный город
Политическим и хозяйственным центром Дувзаре был Импильтис (Emplitten, Empilten, Ampillen, Ampilten), у валов которого были найдены две стоянки, могильник и жертвенный камень. В 1263 году военные силы куршов Импильтиса окружили Клайпедский замок.

## Население
Археологами исследован только Тилтиньский могильник. В середине XIII века в Дувзаре было 14 поселений. Наибольшая плотность населения была на севере земли, где находятся 11 городищ и 8 могильников, в двух из которых найдены захоронения характерные не только для куршей, но и для ливов. В 1235 году упоминаются городища Damis (Диждамас) и Trecne (Трекню). На западе находится 4 городища и 6 могильников на побережье реки Свентая, из которых в 1253 году упомянуты Popissen, Rutzowe (Руцава) и Emplitten (Импильтис).